# Île à Bois
L' île à Bois est une presqu'île située en face du hameau de Kermouster. Sa superficie est d'environ 15 hectares. Elle est prolongée par la "Petite île à Bois". L'intérieur de l'île est une propriété privée qui n'est pas ouverte au public.
Elle se situe à l'ouest des îles de l'archipel de Bréhat, dans l'estuaire du Trieux. 
Un ancien corps de garde s'y trouve qui servait d'amer pour la navigation.
Pendant la Seconde Guerre mondiale une route a été construite à l'initiative de l'armée allemande. C'est uniquement pendant les grandes marées que cette route est totalement immergée et que la presqu'île redevient une île.
Pendant la guerre, les Allemands ont fortifié l'île qui avait une position stratégique sur le Trieux, accès en eau profonde vers Lézardrieux.